# معهد هوارد هيوز الطبي
معهد هوارد هيوز الطبي (بالإنجليزية: Howard Hughes Medical Institute، ويختصر الاسم إلى HHMI) هو منظمة بحثية طبية غير ربحية بالولايات المتحدة الأمريكية، مقرها مدينة تشيفي تشيز بولاية ماريلاند. أسسه رجل الأعمال الأمريكي هوارد هيوز سنة 1953، وهو واحد من أكبر المنظمات ذات التمويل غير الحكومي في مجال الأبحاث الطبية والحيوية في الولايات المتحدة الأمريكية. كان المعهد يمتلك شركة هيوز للطائرات حتى سنة 1985.

## باحثون بارزون
- بيتر والتر
- روجر تسيان
- ستيفن إليدج